# Ośno Lubuskie
Ośno Lubuskie [ˈɔɕnɔ luˈbuskʲɛ], tyska: Drossen, är en stad i västra Polen, belägen i distriktet Powiat słubicki i Lubusz vojvodskap, 25 kilometer nordost om gränsstäderna Słubice och Frankfurt an der Oder. Tätorten hade 3 876 invånare år 2014, med totalt 6 475 invånare i kommunen samma år.

## Historia

### Under biskopsdömet Lebus

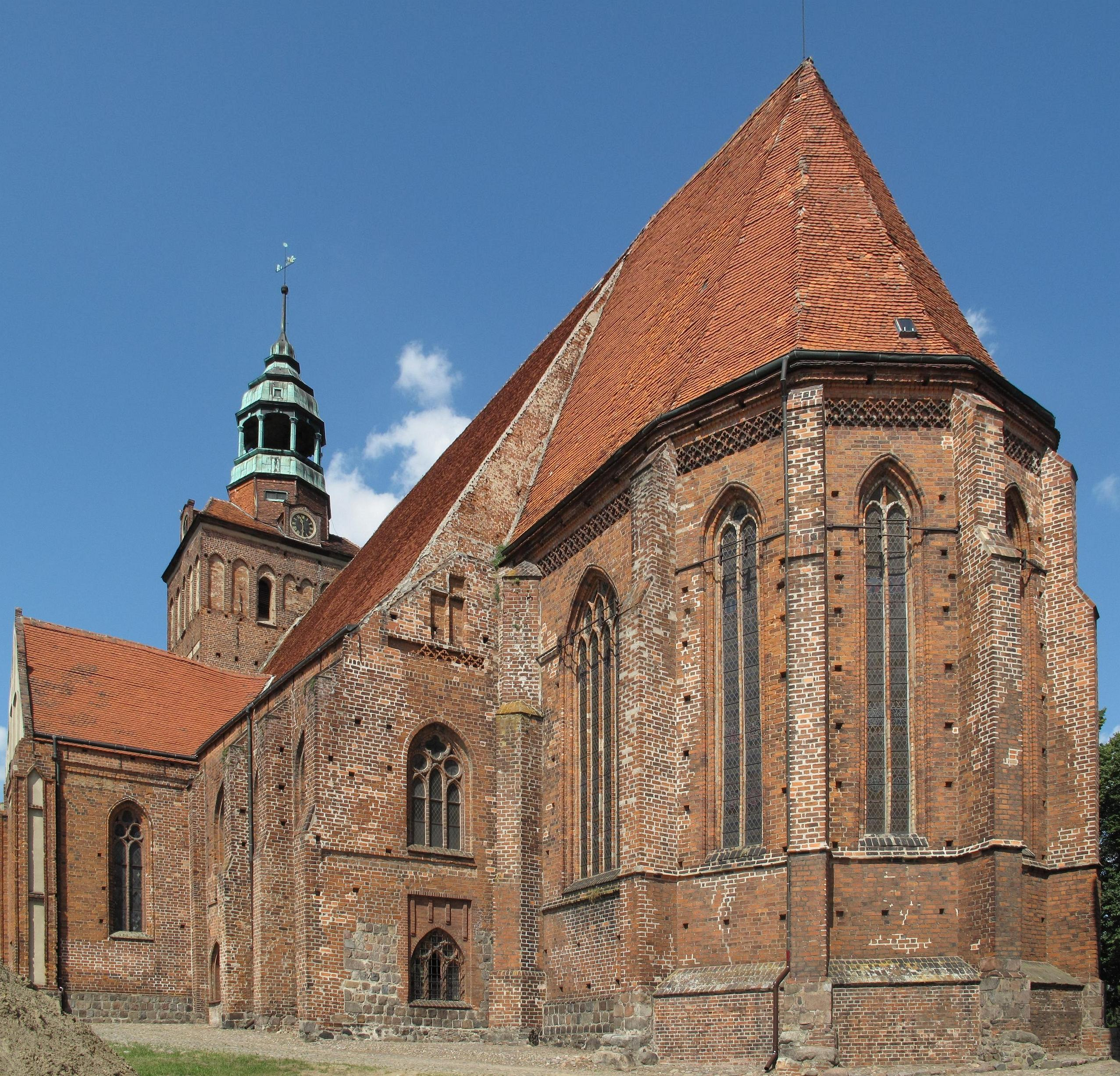
Jakobskyrkan från 1200-talet.

Inga säkra källor finns bevarade kring ortens grundande, men troligen uppstod den i sammanhang med att biskopsdömet Lebus grundades av storhertigen Boleslav III av Polen 1125. Köpingen befann sig i korsningen mellan de öst-västliga handelsvägarna mellan Lebusregionen och Poznań och den nord-sydliga handelsvägen mellan Schlesien och Stettin. 
Det första skriftliga omnämnandet av staden Osna är från 1252, då staden lydde under biskopsdömet Lebus. År 1298 färdigställdes stadens kyrka, S:t Jakobskyrkan. I början av 1300-talet uppfördes stadsmuren, med två stadsportar.

### Under kurfurstendömet Brandenburg
Från 1354 kom staden i markgrevarna av Brandenburgs ägo, och 1401 införlivades staden i markgrevskapet Brandenburg, där den ingick i det Neumarkska stadsförbundet. Från 1375 var stadens tyska namn Drossen i bruk. Staden var den viktigaste staden i Sternbergs län i Neumark och från 1447 förvaltningssäte för länet. 
Efter ett erövringsförsök av hertigen Jan II av Źagań under Glogaufejden (1476–1488) byggdes stadsmurarna ut omkring 1477.
En större stadsbrand skadade Jakobskyrkan 1596, men denna återuppfördes strax därefter. De viktigaste näringarna före industrialiseringen var ölbryggning och väveri.

### Under Preussen och Tyskland
Från 1701 ingick staden i kungadömet Preussen. År 1810 flyttades Sternbergs läns administrationscentrum till Zielenzig. På grund av handelshinder under Napoleonkrigen gick textilindustrin i staden kraftigt tillbaka. Under slutet av 1800-talet blev istället möbeltillverkning den viktigaste industrin. Från 1846 bröts brunkol i staden, och senare öppnades även en brikettfabrik. 1864 öppnades stadens lärarseminarium. I början av 1900-talet blev staden känd för sin omfattande odling och försäljning av liljekonvaljer. Från 1890 fick staden järnvägsanslutning på den regionala linjen mellan Reppen och Meseritz.
Staden tillhörde från 1818 Landkreis Sternberg och var från 1852 kretsstad i denna. Efter att Landkreis Sternberg delats 1873 blev staden kretsstad för Landkreis Weststernberg, men förlorade 1904 denna status till Reppen. 1916 förlades en tysk garnison till staden. I samband med att staden intogs av Röda armén omkom omkring 200 människor 1 februari 1945, då sovjetiskt pansar angrep ett tåg med flyende civilister.

### Polen 1945-
Staden tilföll Folkrepubliken Polen 1945 genom Potsdamöverenskommelsen, och döptes av de polska myndigheterna till Ośno Lubuskie. Den tyskspråkiga befolkningen tvångsförflyttades västerut. Staden återbefolkades under åren efter kriget med bosättare och flyktingar från framförallt de tidigare polska områdena öster om Curzonlinjen.

## Vänorter
- Eichwalde, Brandenburg, Tyskland.

## Kända invånare
- Walther Lietzmann (1880-1959), matematiker.
- Rudolf Pannwitz (1881-1969), filosof och författare, medlem av Deutsche Akademie für Sprache und Dichtung.